# Коллемболы

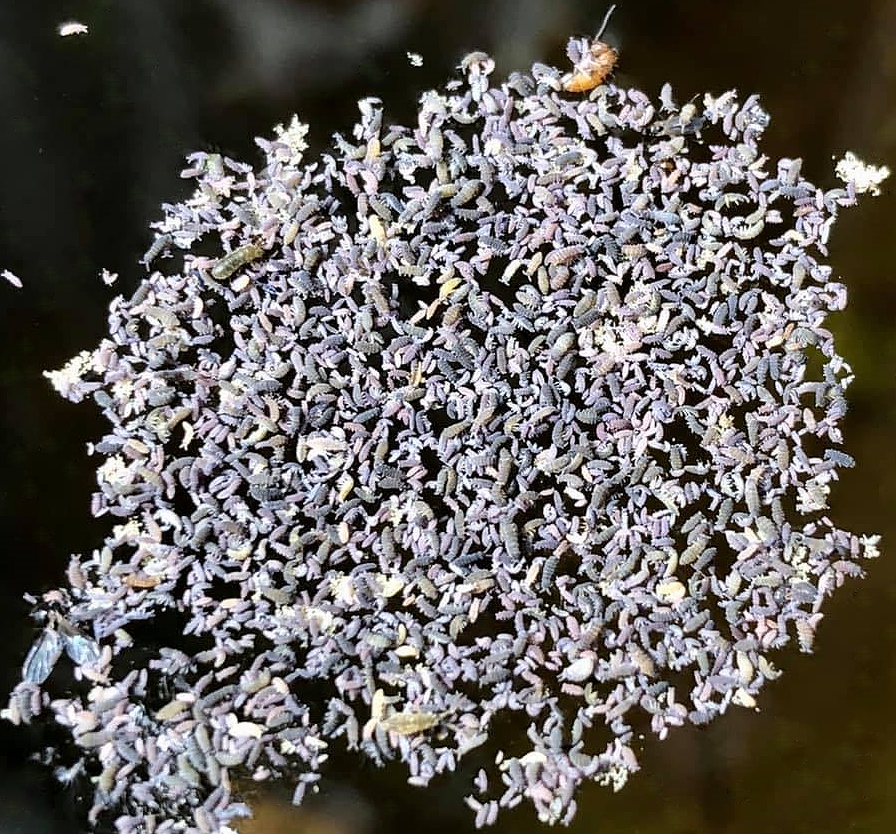
Ногохвостки, извлечённые из почвы методом флотации

Колле́мболы, или ногохво́стки, или подуры (лат. Collembola), — класс мелких членистоногих из надкласса (или подтипа) шестиногих. К 2013 году было описано более 8 тысяч видов коллембол, включая 24 ископаемых вида.
Первоначально таксон рассматривался как отряд первичнобескрылых насекомых, затем — как подкласс в классе скрытночелюстных.

## Описание
Коллембол относят к мелким членистоногим (микрофауна, мезофауна или микроартроподы). Взрослые особи, в основном, имеют размер тела 1—5 мм (минимально 0,1 и максимально 17 мм).
Населяют главным образом подстилку и верхние горизонты почвы во всех регионах Земли. Предпочитают влажные места обитания, встречаются на стволах деревьев, мхах, водорослях на суше и лишайниках. Существуют специализированные виды, заселяющие приливно-отливную зону на морском берегу, на поверхности водоёмов (Podura aquatica), в траве (Sminthuridae), на снегу в горах (Entomobrya nivalis), в пещерах и другие жизненные формы. Глубокопочвенные виды живут на глубине более метра.
Окраска зависит от среды обитания. У обитающих в почве она белая, у живущих на поверхности зелёных растений — зелёная. У видов, обитающих в лесной подстилке или в войлоке отмерших травянистых растений, она может быть сероватой и бурой.
Характерным признаком большинства ногохвосток служит способность совершать прыжки с помощью прыгательной вилки (фурки), поэтому их иногда называют «земляные блохи» («снежные блохи», «водяные блохи» и пр), хотя они никакого отношения к блохам не имеют.
По типу питания в основном редуценты — питаются отмершей органикой, грибами, водорослями и пр. (фитофаги). В лабораторных условиях у 30 видов ногохвосток обнаружена зоофагия на мелких почвенных червях (нематоды, энхитреиды).
У коллембол внешнее оплодотворение со сложным поведенческим механизмом, сопровождаемым «ритуалами».

## Значение

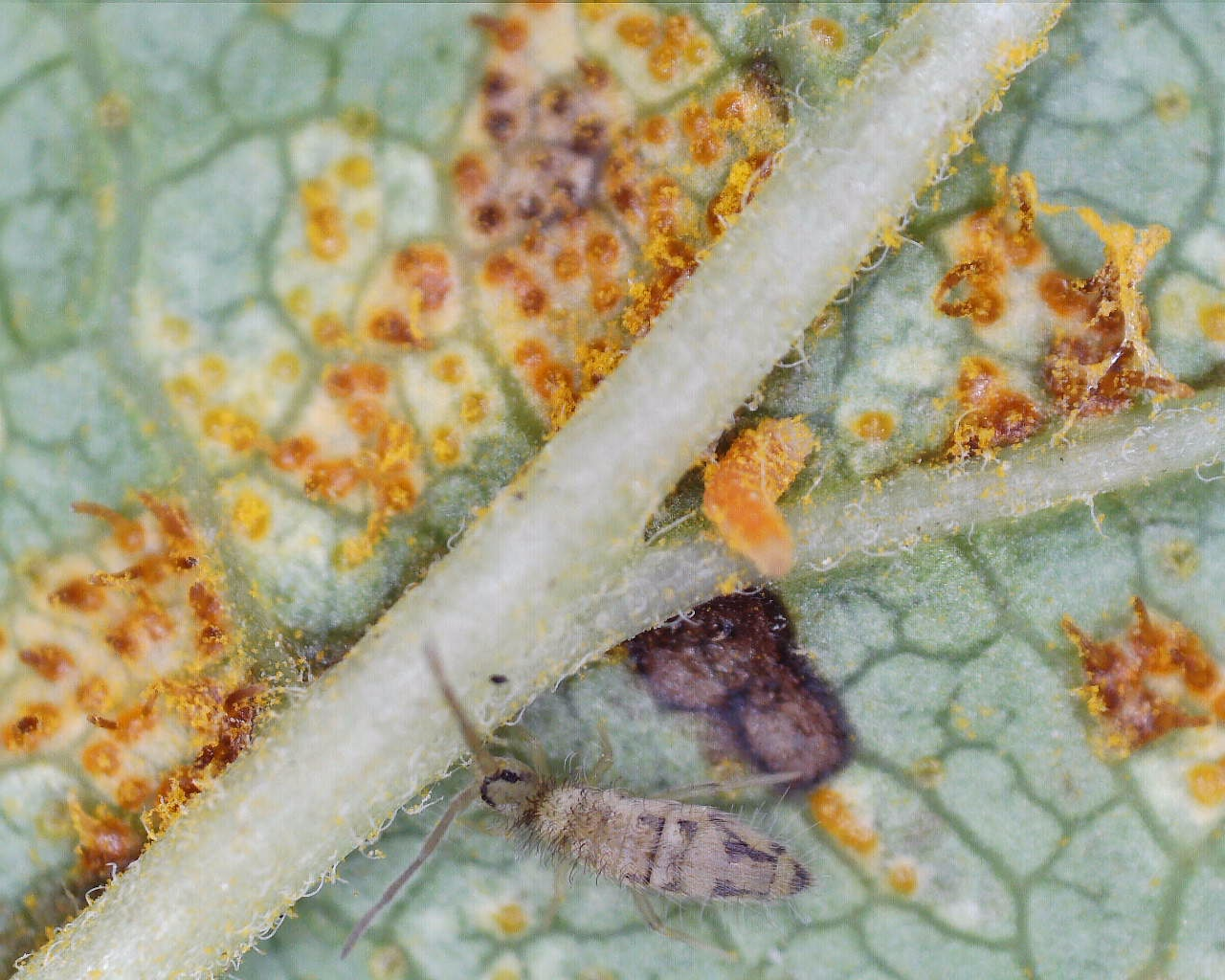
Entomobrya

Изучение численности, распределения, динамики и видового состава коллембол позволяют сравнивать экосистемы и оценивать состояние окружающей среды.
В лабораторных условиях являются биоиндикатором загрязнения, например, стандартизированы тесты на виде изотомид Folsomia candida.
Некоторых коллембол (например, Sminthurus viridis) считают сельскохозяйственными вредителями, хотя ущерб от них минимален.

## Эволюция
Ногохвостки известны с девонского периода (более 400 млн лет назад), палеонтологические находки Rhyniella praecursor.
По данным исследования ДНК установлено, что ногохвостки представляют отдельную эволюционную линию в составе Hexapoda. Однако есть и обратные данные.

## История систематики и термины
В 1740 году термин Podura ввёл шведский энтомолог Карл де Гер. Впервые систематизированы, как род лат. Podura, Карлом Линнеем в книгах Фауна Швеции (1746) и Система природы (10 издание о насекомых, 1758). Карл Линней отнёс их к бескрылым насекомым (Apterygota). До этого они считались червями.
- До конца 1960-х годов ногохвосток в определителях насекомых относили к отряду (Podura или Collembola).
- C 1970-х годов ногохвосток рассматривали как подкласс в классе Скрыточелюстные.
- C 1990-x годов их всё чаще выделяют в отдельный класс в надклассе Шестиногие.

Греческий термин Коллембола (Collembola — от греч. κόλλα «клей» + греч. ἔμβολον «колышек, пробка») получил название от характерного морфологического признака «Вентральная трубка» или коллофор (collophorus) — брюшная трубка, из которой они могут выворачивать два мешочка.

## Классификация
Класс коллембол делят на 3 (или 4) отряда. Их представители заметно различаются по форме тела: вытянутая или округлая, соответственно названы «членистобрюхие» и «слитнобрюхие».
В XX веке были в составе подотряда Arthropleona «членистобрюхие»:

### ОтрядEntomobryomorpha
- Надсемейство Coenaletoidea
- Надсемейство Entomobryoidea
- Надсемейство Isotomoidea
- Надсемейство Tomoceroidea

### ОтрядPoduromorpha
- Надсемейство Gulgastruroidea
- Надсемейство Hypogastruroidea
- Надсемейство Isotogastruroidea
- Надсемейство Neanuroidea
- Надсемейство Onychiuroidea
- Надсемейство Poduroidea

В XX веке были в составе подотряда Symphypleona, «слитнобрюхие»:

### ОтрядSymphypleona
- Надсемейство Sminthuridoidea
- Надсемейство Katiannoidea
- Надсемейство Sturmioidea
- Надсемейство Sminthuroidea
- Надсемейство Dicyrtomoidea

### ОтрядNeelipleona
Или надсемейство Neelipleona (статус оспаривается).
- Семейство Neelidae.

## Учёные
Коллембологи — исследователи систематики, экологии, анатомии, генетики, физиологии, поведения и других направлений изучения ногохвосток в природе и лабораториях.
Среди них: Категория:Коллембологи